# Почтовый гонец

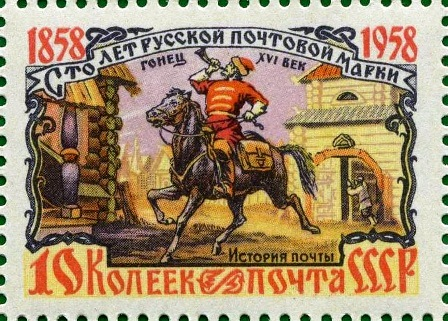
Почтовый гонец на марке (СССР, 1958)

Гоне́ц — человек (обычно пеший или конный), в обязанности которого входила доставка известий, распоряжений и писем. В России понятие (слово) гонец получило распространение с середины XIV века и находилось в употреблении до начала XVIII века, когда в обиход вошли термины курьер и фельдъегерь.

## История
В допетровской России рассыльные (гонцы) были служилыми людьми, «по прибору» и содержались за счёт государственной казны. Особая курьерская почтовая служба была основана в 1701 году Петром I на Смоленском и Архангельском трактах для доставки чрезвычайных скорых посылок с царскими грамотами. Военных посыльных называют фельдъегерями (начиная с середины XVIII века), а доставляющих дипломатическую почту — дипкурьерами.